# Kabirhat
Kabirhat (en bengali : কবিরহাট) est une upazila du Bangladesh dans le district de Noakhali. En 2011, on y dénombrait 196 944 habitants.